# Slavia Karlovy Vary
El Slavia Karlovy Vary es un equipo de fútbol de la república Checa que juega en la Bohemian Football League, la tercera división nacional.

## Historia
Fue fundado en el año 1928 en la ciudad de Karlovy Vary y han cambiado de nombre en varias ocasiones:
- 1928 - SK Slavia Karlovy Vary (Club Deportivo Slavia Karlovy Vary)
- 1952 - Sokol Slavia Karlovy Vary
- 1953 - DSO Dynamo Slavia Karlovy Vary (Organización deportiva voluntaria Dynamo Slavia Karlovy Vary)
- 1964 - TJ Dynamo Karlovy Vary (Unidad de Educación Física TJ Dynamo Karlovy Vary)
- 1965 - TJ Slavia Karlovy Vary (Unidad de Educación Física de Slavia Karlovy Vary)
- 1973 - TJ Slavia PS Karlovy Vary (Unidad de Educación Física Slavia Ingeniería Civil Karlovy Vary)
- 1991 - SK Slavia Karlovy Vary (Club Deportivo Slavia Karlovy Vary)
- 1995 - fusión con VTJ Karlovy Vary en SK VTJ Slavia Karlovy Vary (Unidad de Educación Física Militar del Club Deportivo Slavia Karlovy Vary)
- 2001 - cesión de derechos a SK Buldoci Karlovy Vary-Dvory
- 2007 - FC Buldoci Karlovy Vary (Club de fútbol Buldoci Karlovy Vary)
- 2009 - 1. FC Karlovy Vary (1. Club de fútbol Karlovy Vary)
- 2017 - FC Slavia Karlovy Vary (Club de fútbol Slavia Karlovy Vary)[1]

Es el club más importante de Karlovy Vary. Tiene su propio parque infantil en la estación superior de trenes desde 1932. En 1938, como consecuencia de la renuncia de los Sudetes a la Alemania fascista, el club se vio obligado a suspender sus actividades, que no se reanudaron hasta después de la guerra en 1945. En relación con esto, el club cambió de ubicación y se trasladó al campo de Distrito Rybáře de Karlovy Vary. El club ha operado a nivel de División durante todo este tiempo. En 1953, el club se vio obligado a cambiar su nombre a DSO Dynamo, más tarde TJ Dynamo y por primera vez se incluyó en la recién formada 2.ª Liga Checoslovaca, donde operó con descansos más cortos hasta 1968. En 1963, el club se mudó por última vez a la distrito de Drahovice, donde opera club hasta el día de hoy (aquí juegan equipos juveniles). En 1965, el club volvió al nombre tradicional Slavia. Después del descenso en 1968, el club nunca alcanzó tal nivel y operó en la división después de su fundación 3. de la liga, pero también brevemente en ella en 1976. El desempeño en declive se profundizó y el club se desempeñó solo en el campeonato o división regional hasta 1995, cuando el club ganó el campeonato regional y avanzó a la división. Sin embargo, no se unió a él, pero bajo el nuevo nombre SK VTJ Slavia KV, debido a que el club se fusionó con VTJ, participó en la 3ra liga. Pero el club acaba el penúltimo año que viene y vuelve a descender en la división. Sin embargo, a pesar de la fusión con VTJ, el club sufre problemas financieros. En relación con esto, todas las categorías juveniles incluso han sido abolidas. En 1998, el club se declaró en quiebra y fue expulsado de la división, y así descendió al campeonato, donde trabajó hasta 2001, cuando se fusionó con el TJ Karlovy Vary-Dvory. cuando el club ganó el campeonato regional y avanzó a la división. Sin embargo, no se unió a él, pero bajo el nuevo nombre SK VTJ Slavia KV, debido a que el club se fusionó con VTJ, participó en la 3ra liga. Pero el club acaba el penúltimo año que viene y vuelve a descender en la división. Sin embargo, a pesar de la fusión con VTJ, el club sufre problemas financieros. En relación con esto, todas las categorías juveniles incluso han sido abolidas. En 1998, el club se declaró en quiebra y fue expulsado de la división, y así descendió al campeonato, donde trabajó hasta 2001, cuando se fusionó con el TJ Karlovy Vary-Dvory. cuando el club ganó el campeonato regional y avanzó a la división. Sin embargo, no se unió a él, pero bajo el nuevo nombre SK VTJ Slavia KV, debido a que el club se fusionó con VTJ, participó en la 3.ª liga. Pero el club acaba el penúltimo año que viene y vuelve a descender en la división. Sin embargo, a pesar de la fusión con VTJ, el club sufre problemas financieros. En relación con esto, todas las categorías juveniles incluso han sido abolidas. En 1998, el club se declaró en quiebra y fue expulsado de la división, y así descendió al campeonato, donde trabajó hasta 2001, cuando se fusionó con el TJ Karlovy Vary-Dvory. En relación con esto, todas las categorías juveniles incluso han sido abolidas. En 1998, el club se declaró en quiebra y fue expulsado de la división, y así descendió al campeonato, donde trabajó hasta 2001, cuando se fusionó con el TJ Karlovy Vary-Dvory. En relación con esto, todas las categorías juveniles incluso han sido abolidas. En 1998, el club se declaró en quiebra y fue expulsado de la división, y así descendió al campeonato, donde trabajó hasta 2001, cuando se fusionó con el TJ Karlovy Vary-Dvory.

## Jugadores

### Jugadores destacados
- Horst Siegl
- Jiří Feureisl
- Ivo Ulich
- Martin Frýdek
- Vladimír Kinder
- Jan Sanytrník